# Lazada
Lazada Group (Gruppo Lazada) è un'impresa di Singapore di e-commerce fondata dalla tedesca Rocket Internet nel 2011 e controllata dal 2016 dal gruppo Alibaba. Opera in Indonesia, Malaysia, Filippine, Singapore, Thailandia e Vietnam diventando nel 2018 in alcuni di questi paesi il maggiore operatore di e-commerce.
Nella sua storia ha raccolto investimenti del valore di 647 milioni di dollari da Tesco, Temasek Holdings, Summit Partners, JPMorgan Chase, Investment AB Kinnevik e Rocket Internet.

## Storia
Il Gruppo Lazada è fondato nel 2011 a Singapore da Rocket Internet dei fratelli tedeschi Samwer con l'intenzione di creare il modello di business Amazon.com nel Sud-Est asiatico per trarre vantaggio dal nascente mercato dei consumatori online e dalla debole presenza nella zona di Amazon. Rocket è un'incubatrice tedesca che dà vita ad aziende che copiano i modelli di business delle imprese tecnologiche statunitensi di successo nei mercati emergenti.
Il sito di e-commerce Lazada è lanciato nel marzo 2012 in Indonesia, Malesia, Filippine, Thailandia e Vietnam raccogliendo tra settembre 2012 e gennaio 2013 vari finanziamenti da JP Morgan (l'importo non è noto), dal rivenditore svedese Kinnevik (40 milioni di dollari), dalla società di private equity tedesca Summit Partners (25 milioni di dollari) e da Tengelmann (20 milioni di dollari).
Ben presto fornisce un servizio di consegna garantito di 2 giorni, affrontando così uno dei reclami più comuni sul servizio di Lazada.  Nel 2013 aggiunge un modello di "marketplace" che permette a rivenditori di terze parti di vendere i propri prodotti sul sito di Lazada. Lo stesso anno a giugno sviluppa l'applicazione per sistemi Android e iOS.
Nell'aprile 2016 il gruppo Alibaba annuncia la sua intenzione di acquisire una partecipazione di controllo pagando 500 milioni di dollari per nuove azioni e comprando azioni dal valore di 500 milioni di dollari dagli investitori esistenti. Tesco ha confermato la vendita del suo 8,6% ad Alibaba per 129 milioni di dollari.
Nel giugno 2017 Alibaba Group incrementa l'investimento in Lazada di un ulteriore miliardo di dollari, aumentando la propria partecipazione dal 51% all'83%. Nel marzo 2018 Alibaba investe altri 2 miliardi di dollari nell'azienda (nel complesso quindi 4 miliardi per sostenere la sfida con Amazon sbarcato nel frattempo in Vietnam) e sostituisce il CEO di Lazada con Peng Lei (conosciuta anche come Lucy Peng), tra i fondatori di Alibaba e, secondo Forbes, tra le 21 donne più ricche della Cina. Nel dicembre 2018 Peng ha assunto il ruolo di presidente esecutivo lasciando la carica di amministratore delegato a Pierre Poignant.